# Kazimierz Kocyłowski
Kazimierz Jan Kocyłowski (ur. 27 lipca 1925 w Samborze, zm. 21 marca 2005 w Istebnej) – żołnierz partyzantki antykomunistycznej, starszy brat Mieczysława.

## Życiorys
Kazimierz Jan Kocyłowski urodził się 27 lipca 1925. Był synem Michała (1898-1984, strażnik więzienny) i Marii z domu Wojtowicz (1899-1976). Po  ukończeniu szkoły powszechnej uczył się Państwowym Gimnazjum im. Królowej Zofii w Sanoku, gdzie ukończył dwie klasy, a dalszą naukę przerwał wybuch II wojny światowej. Uchwałą Rady Miejskiej w Sanoku z pierwszej połowy 1939 został uznany przynależnym do gminy Sanok.
W październiku 1939 złożył przyrzeczenie harcerskie w ZHP na ręce drużynowego Mieczysława Wolwowicza. W okresie okupacji pracował w sanockiej Fabryce Wagonów i uczył się w szkole zawodowej. Przystąpił do Narodowej Organizacji Wojskowej. W styczniu 1944 został wywieziony przez Niemców do pracy w okolicach Krakowa, skąd zbiegł. 
Po przejściu frontu ze wschodu we wrześniu 1944 nasiliła się aktywność bojówek ukraińskich spod znaku UPA. W okolicznych wsiach samoistnie tworzyły się lokalne samoobrony. Do jednej z nich, organizującej się w Dąbrówce Ruskiej wstąpił Kocyłowski. Z czasem oddziały samoobrony przekształciły się w jednostki Milicji Obywatelskiej. W jednej z nich, w Woli Michowej służył Kocyłowski. Po zakończeniu wojny komunistyczna władza zwiększyła nacisk ideologiczny na bezpartyjnych dotąd funkcjonariuszy, dążąc do wykorzystania milicji w walce z podziemiem niepodległościowym. Kocyłowski, z racji nieprzyznania się do działalności w NOW w okresie okupacji, stawał się dla nowej władzy podejrzany. Dodatkowo na posterunku w Woli Michowej wizytował go młodszy brat Mieczysław, który już wówczas walczył w antykomunistycznej partyzantce. 
Zagrożony aresztowaniem 17 sierpnia 1945 zdezerterował z bronią w ręku i wstąpił do oddziału Stanisława Kossakowskiego ps. Ułan, stając się jego zastępcą. 28 listopada 1945 wraz ze wszystkimi partyzantami odszedł od Kossakowskiego i przyłączył się do batalionu Antoniego Żubryda. Odejście to było protestem wobec prób nawiązania przez Kossakowskiego kontaktów z UPA. Żubryd mianował Kocyłowskiego dowódcą III kompanii w swoim batalionie.
W połowie czerwca 1946 do jego oddziału przyłączyli się rzekomi dezerterzy z Wojska Polskiego, a faktycznie agenci Informacji Wojskowej przy 32 pułku piechoty przy 8 Drezdeńskiej Dywizji Piechoty. W ramach działań władz państwowych w okresie referendum ludowego (30 czerwca 1946), podczas noclegu w Płowcach nad ranem 23 czerwca 1946 Kocyłowski został obezwładniony i aresztowany (dwóch jego towarzyszy, Ludwik Kolano i Władysław ps. Andresiak, zostali zastrzeleni w czasie snu). Następnie Kocyłowski został przekazany do UB.
Po 11-miesięcznym śledztwie prowadzonym przez sowieckich oficerów i polskich funkcjonariuszy WUBP w Rzeszowie, wyrokiem Wojskowego Sąd Rejonowego w Rzeszowie został skazany na karę śmierci. W celi śmierci przebywał sześć tygodni, po czym wyrok zamieniono mu na dożywocie. W więzieniach przebywał łącznie 10 lat i 11 dni - w tym 8 lat we Wronkach. W okresie politycznej odwilży zwolniony ze względu na zły stan zdrowia w lipcu 1956, w czerwcu 1957 Rada Państwa darowała mu resztę kary. 
Następnie został zatrudniony w Polskich Kolejach Państwowych w Sanoku. Na skutek szykan ze strony sekretarzy PZPR i funkcjonariuszy SB w 1963 przeniósł się do Katowic. Był tam nadal śledzony przez bezpiekę. Podczas wizyty prezydenta Finlandii Urho Kekkonena został nawet zmuszony do opuszczenia miasta. Inwigilacji zaprzestano dopiero w latach 80. 1 września 1985 przeszedł na emeryturę.
17 czerwca 1991 Sąd Wojewódzki w Rzeszowie zrehabilitował Kazimierza Kocyłowskiego stwierdzając nieważność wyroku z 1947. Kazimierz Kocyłowski mieszkał w Dąbrowie Górniczej. Działał w Związku Więźniów Politycznych Okresu Stalinowskiego. Zmarł 21 marca 2005 w Istebnej. Został pochowany na cmentarzu w Dąbrowie Górniczej.